# Интернет-выборы
Интернет-выборы — один из способов электронного голосования, представляющий собой проведение части или полностью голосования на выборах и референдуме с использованием сети Интернет.
В мире идут споры о возможности практического проведения интернет-выборов и их безопасности для тайности волеизъявления граждан и достоверности, полученных в результате таких выборов результатов.

## Мировой опыт
Ряд стран и государств, такие как Великобритания, Соединённые Штаты Америки, Эстония, уже применяли технологию интернет-голосования на выборах различных уровней (от местных до парламентских). Эстония в октябре 2005 года, во время проведения выборов местных органов власти, стала первой страной в мире, которая легально провела голосование через Интернет, как одно из средств подачи голосов. В 2007 году Эстония стала первой в мире страной, предоставившей своим избирателям возможность голосовать через Интернет на парламентских выборах.

## Эстония
С 2000 года правительство Эстонии перешло к безбумажным заседаниям кабинета министров, пользуясь электронной сетью документации в Интернете. С 2000 года в Эстонии можно подавать налоговые декларации электронным путём. В связи с осуществлением в Эстонии проекта «прыжок тигра» и как следствие создание электронного государства e-Estonia, развития технологий ID-карт, цифровой подписи в Эстонии и электронной демократии в начале 2001 года возникла идея проведения интернет-выборов в Эстонии. Она быстро приобрела популярность среди глав коалиционного правительства государства.
Реализация проекта пришлась на выборы органов местного самоуправления в октябре 2005 года, когда Эстония стала первой страной в мире, которая легально провела голосование через Интернет как одно из средств подачи голосов. Система выдержала реальные испытания и была признана успешной. В 2007 году Эстония стала первой в мире страной, предоставившей своим избирателям возможность голосовать через Интернет на парламентских выборах. На прошедших парламентских выборах 2019 года в Эстонии через интернет были поданы рекордные 247 232 голоса, 43,8 % от общего числа. На прошедших парламентских выборах 2023 года в Эстонии через интернет были поданы рекордные 313 510 голосов, 51,1 % от общего числа.

## Россия
Одним из первых эксперимент по внедрению интернет-голосования был проведён Избирательной комиссией Волгоградской области на голосовании в Урюпинске в 2009 году, и в Одинцовском районе, в 2010 году.
8 сентября 2019 года на выборах в Московскую городскую думу VII созыва, в России впервые провели дистанционное электронное голосование.